# Шва
 Тази статия е за междинната средна гласна [ə].  За знака "ְ" от Nikud в иврита вижте шва (иврит).  За буквата шва вижте Ә.
Швато (в МФА: ə, наричано латинско малко шва, U+0259, SAMPA: @, X-SAMPA: @.
произношение) е звуковото и правописно реализиране на онази междинна средна гласна, която учленително и акустично се намира горе-долу по средата между другите гласни.
Шва (покрай други дълги и кратки съгласни) се е срещало в общоиндоевропейския език и е било свързано с редуването на отгласа (промяната на коренната гласна).
В много европейски езици то се появява единствено неударено. Има обаче и изключения като албански, румънски и словенски език, които позволяват и ударени междинни средни гласни. В българския език съществува гласният звук ъ, чиято ударена форма представлява междинна задна незакръглена гласна (близка до полузатворената задна незакръглена гласна) и предава звука [ɤ̞], а неударената – ɐ. Понякога българският звук ъ се транскрибира с шва (ə), което в някои случаи е по-далеч от звуковата му стойност, отколкото ɤ̞ или ɐ.
- албански – ë, например është [əʃt] – е
- български – ударено ъ, например къща [ˈkɤ̞ʃtɐ]; неударено ъ – мъжа [məˈʒɐ]
- румънски – ă, например măr [mər], apă [aːpə], sănătate [sənətate]
- логлан – y

- иврит (в диалектни изговори извън Израел), вж. също: шва (иврит), например בְּרֵאשִׁית [bəreʃit]

- В немския неудареното 'e' обикновено се произнася като шва, например шва се появява в думи като Mücke [ˈmʏkə], gegangen [gəˈgaŋən] и Dschungel [ˈdʒʊŋəl], но това не се отразява в изписването с буква или диакритичен знак, дори и в думи на иврит. Например само /a/-то в „Salomo“ (Соломон) издава, че неговата ивритска двойка „Schlomo“ между „ш“ и „л“ съдържа шва, което не се изписва; следователно по-рано произношението на „Schlomo“ би трябвало да е било [ʃəloːˈmoː], а не [ʃlˈoːmoː]. Тъй като няма отделна буква за швато, повечето немскоговорещи не знаят за съществуването на този звук.
- В английския швато е най-честата гласна, тъй като множество прости графеми или съчетание от графеми за гласни могат да бъдат приети за този звук в неударени гласни. В някои случаи може да бъде заменено от [ɪ]. Примери:
  - ‚a‘ в about [əˈbaʊt]
  - ‚e‘ в synthesis [ˈsɪnθəsɪs]
  - ‚i‘ в pencil [ˈpɛnsəl]
  - ‚o‘ в harmony [ˈhɑɹməni]
  - ‚u‘ в medium [ˈmiːdiəm]
  - ‚y‘ в syringe [səˈɹɪndʒ] (също и: [sɪˈɹɪndʒ])
  - Lincoln [ˈlɪŋkən]
  - parlour [ˈpɑːlə] (не в ротичните изговори като американски английски, които произнасят окончанието -er/-our/-or като „r-colored vowel“ [ɚ].

- Във френския неудареното безакцентно ‚e‘ най-често е (обаче закръглено) шва. Примери:
  - ‚e‘ в menace [mə̹ˈnas]
  - ‚e‘ в secret [sə̹ˈkʀɛ]
  - ‚e‘ в reprise [ʀə̹ˈpʀiːz]
- В кьолския и Ripuarisch-Limburgisch се срещат следните варианти:
  - неударено краесловие, като в poppe [ˈpɔpə], Lääve [ˈʟæːvə]
  - неударено средисловие, като в pisselisch [ˈpizəlɪʃ]
  - неударено опционално средисловие, като в Kerresch [ˈkeʀːəʃ], Kersch [ˈkeʀːʃ]
  - неударено опционално началословие, като в esu [əˈzu], su [ˈzu], [ˈzuː]
  - леко ударено опционално началословие, като в ene [ənə], ne [nə]
  - до ударено началословие, като в ens [ˈəns], [ˈənːs], et [ˈət], enne [ˈənə]

- В португалския се среща шва като неударено ‚a‘.
- В арменския съществува буквата ‚ը‘ за шва. Тя се изписва само в началото на някои думи (и в сложни думи) и в края на думите, където швато образува определителния член. В останалите случаи швато не се предава в писмото.
  - ընկեր – ënker – [ənˈkeɹ] – другар, приятел
  - դասընկեր – dasënker – [dasənˈkeɹ] – съученик, училищен приятел
  - անունը – anunë – [aˈnunə] – име
  - փսփսալ – p’sp’sal – [pʰəspʰəˈsal] – шепна
  - սանր – sanr – [ˈsanəɹ] – гребен
  - սպիտակ – spitak – [əspiˈtak] – бял (прил.)
- В санскрит се обозначава с i.

## Произход на термина
Ивритската дума שְׁוָא („нищо“, /šěwā’/ или /ʃəˈvaʔ/, в съвременния иврит звукът шва се е загубил в думата [ʃva]) означава едноименния диакретичен знак за вокализиране в азбуката „ְ", който се изписва като вертикална двойка от букви под съгласна (пример: בְ). Обаче в съвременния израелски иврит този знак се изговаря или [ɛ̝], или въобще не се изговаря (пълна липса на гласна), а по-старите форми на иврит вероятно е обозначавал различни други кратки гласни. От връзката между определени съгласни и швато се е развил звук a-, e- съответно o-, който се означава като хатеф (Chatef-Patach, Chatef-Segol, съответно Chatef-Qametz) и се изписва като комбинация между съответната гласна с швато; например в първата сричка на думата Adonaj (= господар) преди гласната има беззвучна гласилкова преградна съгласна .

## Шва като буква в азербайджанския език
В азербайджанския език фонетичният знак шва (Ə, ə) се използва като буква и е равностойна на прегласа Ä. И двете букви са допустими, но в практиката се е наложило Ə. Изговаря се като /æ/.